# Андреј Тарковски
Андреј Арсенијевич Тарковски (рус. Андре́й Арсе́ньевич Тарко́вский; Завражје, 4. април 1932 — Париз, 28. децембар 1986) био је руски филмски и оперски режисер, сценариста, писац, теоретичар филма и позоришта, глумац и естетичар. Многи стручњаци га сматрају једним од најзначајнијих и најутицајнијих руских филмских уметника и највећим режисером у историји светске кинематографије. Његов филмски изражај карактеришу дуги кадрови, драматична структура, употреба поезије и сна, нехронолошко излагање радње и поетске слике прожете метафизичким темама.
Тарковски је студирао филм на Свесавезном државном институту за кинематографију код редитеља Михаила Рома, а потом је режирао својих првих пет играних филмова у Совјетском Савезу: Иваново детињство (1962), Андреј Рубљов (1966), Соларис (1972), Огледало (1975), и Сталкер (1979). После година креативног сукоба са државним филмским властима, напустио је земљу 1979. и снимио своја последња два филма — Носталгију (1983) и Жртву (1986) — у иностранству. Године 1986. објавио је Вајање у времену, књигу о биоскопу и уметности. Умро је касније те године од рака, стања које је вероватно проузроковано локацијама коришћеним на снимању Сталкера.
Тарковски је током своје каријере био добитник бројних признања, укључујући награду FIPRESCI, награду екуменског жирија и Grand Prix Spécial du Jury на Филмском фестивалу у Кану, поред Златног лава на Венецијанском филмском фестивалу за свој дебитантски филм, Иваново детињство као и БАФТА-у за Жртву. Године 1990. постхумно му је додељена престижна Лењинова награда Совјетског Савеза. Три његова филма — Андреј Рубљов, Огледало и Сталкер — представљена су у Sight & Sound-овој анкети за 100 најбољих филмова свих времена из 2012. године.

## Детињство и младост
Његов отац Арсениј Тарковски био је песник који је зарађивао за живот као преводилац, док је његова мајка, Марија Ивановна, по професији глумица провела живот радећи као уредник за прву државну издавачку кућу у Москви. Уочи његовог рођења родитељи су му се преселили на село, али су се недуго затим и развели. Упоредо са гимназијом похађао је музичку школу и три године учио сликарство.

## Студије
Током 1952. године уписао је Факултет за оријенталне језике, где је учио арапски језик и књижевност, али после две године школовања напустио је факултет и отишао у Сибир да ради и студира геологију.

### Ученик филмске школе
Крајем 1954. године напустио је дотадашњи посао и у Москви уписао Филмску академију у класи професора Михајла Илича Рома. Филмску академију завршио је 1960. године, дипломирајући кратким филмом „Парни ваљак и виолина“. Тада се оженио својом првом женом, Ирмом Руш.
Рано доба Хрушчова нудило је добре могућности младим филмским редитељима. Пре 1953. годишња филмска продукција била је ниска и већину филмова режирали су ветерани редитељи. После 1953. године произведено је више филмова, и то од стране младих редитеља. Хрушчовска отопина је мало ублажила совјетска социјална ограничења и дозволила ограничен прилив европске и северноамеричке књижевности, филмова и музике. То је Тарковском омогућило да види филмове италијанских неореалиста, француског новог таласа и редитеља попут Куросаве, Буњуела, Бергмана, Бресона, Анджеја Вајде (чији су филм Пепео и дијаманти утицали на Тарковског) и Мизогучија.

## Рад у СССР
Први филм Тарковског било је „Иваново детињство ”из 1962. године. Филм је наследио од режисера Едуарда Абалова, који је морао да одустане од пројекта. Филм је заслужио међународно признање Тарковског и освојио награду Златни лав на Филмском фестивалу у Венецији 1962. Исте године, 30. септембра, рођен му је први син Арсеније (зван Сенка у дневницима Тарковског) Тарковски.
Године 1965. режирао је филм "Андреј Рубљов" о животу Андреја Рубљова, руског сликара икона из петнаестог века. Андреј Рубљов није, осим једне пројекције у Москви 1966, одмах пуштен након завршетка због проблема са совјетским властима. Тарковски је морао неколико пута да пресече филм, што је резултирало неколико различитих верзија различите дужине. Филм је широко објављен у Совјетском Савезу у резаној верзији 1971. Ипак, филм је имао буџет већи од милион рубаља - значајна сума за тај период.
Од своје супруге Ирме Руш развео се у јуну 1970. Исте године оженио се Ларисом Кизиловом, која је била асистент продукције филма "Андреј Рубљов" (заједно су живели од 1965). Са њом је добио и другог сина.
1972. завршио је Соларис, адаптацију романа "Соларис" Станислава Лема. На овоме је радио заједно са сценаристом Фридрихом Горенштајном од 1968. Филм је представљен на Филмском фестивалу у Кану, освојио је Grand Prix Spécial du Jury и награду FIPRESCI и номинован за Златну палму.
Од 1973. до 1974. године снимао је филм "Огледало", аутобиографски и неконвенционално структуриран филм који описује његово детињство и укључује неке очеве песме. У овом филму Тарковски је приказао невоље детињстава погођених ратом. Тарковски је на сценарију за овај филм радио од 1967. године. Од почетка, филм није био добро прихваћен од совјетских власти због свог садржаја и елитистичке природе. Совјетске власти сврстале су филм у „трећу категорију“, строго ограничену дистрибуцију, и дозволиле су приказивање само у трећеразредним биоскопима и радничким клубовима.
Последњи филм Тарковског завршен у Совјетском Савезу био је "Сталкер", инспирисан романом "Пикник поред пута" браће Аркадија и Бориса Стругатског. Тарковски је браћу први пут упознао 1971. године и био је у контакту с њима до своје смрти 1986. године. Производња је заглибила у невоље; неправилан развој негатива уништио је све спољне снимке. Однос Тарковског са сниматељем Георгијем Рербергом погоршао се до те мере да је Александра Књажинског запослио као новог првог сниматеља.
Тарковски је претрпео срчани удар у априлу 1978. године, што је резултирало даљим одлагањем. Филм је завршен 1979. године и добио је награду екуменског жирија на Филмском фестивалу у Кану.

## У емиграцији
Почетком 1980. године Тарковски, је напустио Совјетски Савез и неколико преосталих година живота провео је у сталној борби са совјетским властима да дозволе његовој породици, а нарочито млађем сину, да му се придруже. Његова филмска каријера је поново почела у Италији где је радио документарац „Путовање у времену“ (1983), а за филм „Носталгија“ сценарио је написао у сарадњи са сценаристом Тонином Гуером.
Већи део 1984. провео је припремајући филм "Жртвовање". На конференцији за штампу у Милану 10. јула 1984, он је најавио да се никада неће вратити у Совјетски Савез и да ће остати у Европи. У то време, његов син Андреј млађи још је био у Совјетском Савезу и није му било дозвољено да напусти земљу. 28. августа 1985. Тарковски је стигао у избеглички камп Латина у Латини, где је био регистрован са серијским бројем 13225/379.
"Жртвовање" је био последњи филм Тарковског, посвећен његовом сину Андреју млађем. Режија Андреја Тарковског, који документује настанак Жртвовања, објављен је након смрти режисера 1986. У посебно потресној сцени, писац / режисер Михаил Лезцзиловски прати Тарковског у шетњи док изражава своја осећања према смрти - тврди да је бесмртан и да се не плаши смрти.

## Смрт
Током 1985. године у Шведској је снимио филм "Жртвовање". На крају године дијагностикован му је терминални рак плућа. У јануару 1986. године започео је лечење у Паризу, а тамо му се придружио његов син којем је коначно дозвољено да напусти Совјетски Савез. Жртва је представљена на Филмском фестивалу у Кану и добила је Grand Prix Spécial du Jury, награду FIPRESCI и награду екуменског жирија. Како Тарковски због болести није могао да присуствује, награде је прикупио његов син Андреј Млађи.
У последњем запису Тарковског у свом дневнику (15. децембра 1986.), написао је: „Али сада више немам снаге - у томе је проблем“. Дневници су понекад познати и као Мартиролог и објављени су постхумно 1989. и на енглеском 1991. године.
Тарковски је умро 28. децембра 1986. године у Паризу (Француска). Сахрањен је на гробљу руских емиграната Сент-Женевјев-ди-Буа у Паризу.
Теорија завере појавила се у Русији почетком деведесетих када се тврдило да Тарковски није умро природном смрћу, већ да га је убио КГБ. Докази за ову хипотезу укључују сведочења бивших агената КГБ-а који тврде да је Виктор Чебриков издао наредбу да се Тарковски убије, да би се умањило оно што су совјетска влада и КГБ видели као антисовјетску пропаганду Тарковског.
Као и код Тарковског, и његова супруга Лариса Тарковскаја и глумац Анатолиј Солоњицин умрли су од исте врсте рака плућа. Владимир Шарун, дизајнер звука у филму "Сталкер", уверен је да их је све отровала хемијска фабрика у близини које су снимали филм.

#### Бергман о Тарковском
Ингмар Бергман је коментарисао рад Тарковског:
"Моје откриће првог филма од Тарковског било је попут чуда. Одједном сам се нашао како стојим на вратима собе од које ми кључеви до тада никада нису дати. Била је то соба у коју сам одувек желео да уђем и у којој се кретао слободно и потпуно мирно. Осећао сам се сусретнуто и подстицајно: неко је изражавао оно што сам одувек желео да кажем, не знајући како. Тарковски је за мене највећи, онај који је изумео нови језик, веран природи филма, јер он живот снима као одраз, живот као сан."
Супротно томе, међутим, Бергман је признао истину у тврдњи критичара који је написао да „Јесењом сонатом Бергман ради Бергмана“, додајући: „Тарковски је почео да снима филмове о Тарковском, а да је Фелини почео да снима филмове о Фелинију [...] Буњуел је готово увек снимао Буњуелове филмове “. Овај пастиш сопственог рада погрдно је назван „самокараоке“.

## Филмографија
| Година | Наслов                | Заслуге | Заслуге    | Белешке                                                                      | Ref.          |
| Година | Наслов                | Редитељ | Сценариста | Белешке                                                                      | Ref.          |
| ------ | --------------------- | ------- | ---------- | ---------------------------------------------------------------------------- | ------------- |
| 1956   | Убице                 | Да      |            | Студентски филм базиран на причи Ернеста Хемингвеја, такође глумац           | [ 18 ] [ 19 ] |
| 1959   | Концентрат            | Да      | Да         | Други студентски краткометражни филм                                         |               |
| 1961   | Парни ваљак и виолина | Да      |            | Дипломски филм на академији, сценарио писан заједно са Андрејем Кончаловским | [ 20 ]        |
| 1962   | Иваново детињство     | Да      |            | Добитник златног лава за најбољи филм на фестивалу у Венецији 1962. године   | [ 21 ]        |
| 1966   | Андреј Рубљов         | Да      |            | Епски филм о животу најпознатијег иконописца свих времена Андреја Рубљова    | [ 22 ]        |
| 1972   | Соларис               | Да      |            | Научно-фантастични филм по роману Станислава Лема                            |               |
| 1975   | Огледало              | Да      |            | Aутобиографски филм о кључним сценама из живота Тарковског.                  | [ 23 ]        |
| 1979   | Сталкер               | Да      |            | Инспирисан новелом Пикник покрај пута аутора Бориса и Аркадија Стругатског   | [ 24 ] [ 25 ] |
| 1983   | Носталгија            | Да      | Да         |                                                                              | [ 26 ] [ 27 ] |
| 1983   | Путовање у времену    | Да      | Да         | Документарни филм са сценаристом Тонином Гуером о снимању филма Носталгија.  | [ 28 ]        |
| 1986   | Жртвовање             | Да      | Да         |                                                                              | [ 29 ]        |

### Филмови о Тарковском
- Voyage in Time  (1983): документује путовања Андреја Тарковског у Италију у припреми за снимање његовог филма Носталгија.
- Tarkovsky: A Poet in the Cinema (1984): режија Донатела Багливо.
- Московска елегија (1987): документарни филм / омаж Тарковском Александра Сокурова.
- Auf der Suche nach der verlorenen Zeit (1988): Andrej Tarkowskijs Exil und Tod. Документарни филм у режији Еба Деманта. Немачка.
- Један дан Андреја Арсенјевича (1999): француски документарни филм у режији Криса Маркера.
- Tarkovsky: Time Within Time (2015): документарни филм П. Ј. Летофски.

## Дела

### Објављене књиге
- Запечаћено време, објављена 1986.
- Мартирологијум: Дневници 1970–1986, објављена 1989.[30][31]

### Књиге о Тарковском
- Fanu, Mark Le (1987). The cinema of Andrei Tarkovsky. BFI. ISBN 978-0-85170-193-6.
- Green, Peter (1993). Andrei Tarkovsky: The Winding Quest. Palgrave Macmillan. ISBN 978-1349119981.
- Johnson, V T (1994). The Films of Andrei Tarkovsky – A Visual Fugue (Paper). John Wiley & Sons. ISBN 978-0253208873.
- Tarkovsky, Andrey (1989). Sculpting in Time: Reflections on the Cinema. University of Texas Press. ISBN 978-0-292-77624-1.
- Gianvito, John (2006). Andrei Tarkovsky: Interviews. Univ. Press of Mississippi. ISBN 978-1-57806-220-1.
- Tarkovsky, Andrei (2007). Kar Minjoto Kar (на језику: качински). Превод: Gala, Manilal. Kachh: Vadhod PIrkasan. ASIN B08PQR4WWN.
- Bird, Robert (15. 4. 2008). Andrei Tarkovsky: Elements of Cinema. Reaktion Books. ISBN 978-1-86189-342-0.
- Jeremy Mark, Robinson (2008). The Sacred Cinema of Andrei Tarkovsky. Crescent Moon Publishing. ISBN 978-1861712332.
- Martin, Sean (2011). Andrei Tarkovsky. Oldcastle Books Ltd. ISBN 978-1-84243-440-6.
- Robinson, Jeremy Mark (2012). Andrei Tarkovsky: Pocket Guide. Crescent Moon Publishing. ISBN 978-1861713957.
- Alexander-Garrett, Layla (2012). Andrei Tarkovsky: The Collector of Dreams. Glagoslav Publications Ltd. ISBN 978-1782670018.
- Boyadzhieva, Lyudmila (2014). Andrei Tarkovsky: A Life on the Cross. Glagoslav Publications Ltd. ISBN 978-1782671022.
- Pontara, Tobias (2019). Andrei Tarkovsky's Sounding Cinema: Music and Meaning from Solaris to The Sacrifice (Music and Sound on the International Screen). Routledge. ISBN 978-0367277291.

## Цитати
- Тарковски (у књизи Вајање у времену) :

Циљ сваке уметности је ... да објасни људима разлог за њихову појаву на овој планети; или, ако не да објасни онда бар да постави то питање.
- Време у времену: дневници

Слика је импресија Истине, коју нам је Бог дозволио да видимо нашим слепим очима.
Ко сте Ви? Не знам. Мислим да је то за свакога од нас управо оно што је најтеже да знамо. Много лакше расуђујемо о другима. Међутим, о себи знамо врло мало. Немогуће нам је да у потпуности анализирамо унутрашње ткање човека.
Када год уметник на неки начин растопи себе у уметничком делу и кад након тога он сам нестане без трага, тада је то невероватна поезија.
- 1986.

... чини ми се да појединац данас стоји на раскршћу, суочен са избором да или настави са новим технологијама и бескрајним умножавањем материјалних добара, или да пронађе пут који ће водити духовној одговорности, пут који би на крају могао значити не само његово лично спасење већ очување друштва уопште; другим речима окретање Богу.
Развој данашњег света одвија се на чисто материјалном плану. Савремено друштво креће се у емпиризму и, коначно без икакве духовности. Ако посматрамо стварност као видљиви и материјални поредак ствари, од њега онда не можемо очекивати друго него обичне ствари које можемо дохватити руком. Од тог момента. Уколико човек среће искључиво емпиријске чињенице, било на друштвеном плану, политичком, техничком или плану живљења. Резултати могу бити само ужасни и живот постаје немогућ. Јер немогуће је живети без развоја духовности. Чак и највећи грубијан може то схватити или у најмању руку осетити. Човек губи своје разлоге за живот јер се његов универзум смањује и јер нестаје његова усклађеност.

Верујем да се човек налази у ћорсокаку, јер је решење својих проблема тражио у спољашњим, материјалним, технолошким аспектима живота. Тамо не постоје решења. Докле год човек и заједница не могу да остваре хармоничан развитак и док се не развијају духовно, неће моћи да нађу спокој. а њихова ситуација ће бити трагична. Решење почива у уравнотеживању тих двеју линија развитка: "Сталкера" и "Солариса" и свих филмова које сам направио. То је покушај да се уравнотеже духовне и материјалне потребе.
Када је човек гладан, оде у продавницу и купи нешто за јело, али када је човеку заиста лоше нема никуд да оде осим код сексолога или код психоаналитичара, који не разумеју ништа од онога што се дешава. То су брбљивци и војари који нас утеше, смире вас и скупо вам наплате. Мој јунак не може више живети као пре и чини нешто, можда безнадно, али нешто чиме доказује да је слободан. Овакви поступци могу имати апсурдне последице на материјалном плану, али на духовном су величанствене јер отварају пут препороду.